# Viguierella
Viguierella is een geslacht uit de grassenfamilie (Poaceae). De soort in dit geslacht komt voor in Afrika.

## Soorten
Van het geslacht is alleen de volgende soort bekend: 
- Viguierella madagascariensis